# Патуљасти кит убица
Патуљасти кит убица (лат. Feresa attenuata, енгл. Pygmy killer whale, рус. Карликовая косатка) је врста сисара из породице океанских делфина (Delphinidae) и парвореда китова зубана (Odontoceti).

## Угроженост
Подаци о распрострањености ове врсте су недовољни.

## Распрострањење
Ареал врсте Feresa attenuata обухвата све светске океане у тропском и умереном климатском појасу. 
Врста је присутна у Сједињеним Америчким Државама, Кини, Аустралији, Бразилу, Мексику, Венецуели, Колумбији, Шпанији, Италији, Јапану, Пакистану, Ирану, Тајланду, Малезији, Индонезији, Филипинима, Алжиру, Мароку, Мауританији, Нигеру, Нигерији, Камеруну, Сомалији, Јужноафричкој Републици, Мадагаскару, Кенији, Танзанији, Перуу, Панами, Никарагви, Гватемали, Хондурасу, Португалу, Француској, Самои, Соломоновим острвима, Тонги, Кирибатима, Фиџију, Маршалским острвима, Палауу, Науруу, Папуи Новој Гвинеји, Салвадору, Белизеу, Куби, Кајманским острвима, Јамајци, Хаитију, Доминиканској Републици, Светом Винсенту и Гренадинију, Светом Китсу и Невису, Порторику, Гвајани, Суринаму, Антигви и Барбуди, Бахамским острвима, Барбадосу, Доминици, Тринидаду и Тобагу, Француској Гвајани, Бенину, Коморима, Обали Слоноваче, Џибутију, Екваторијалној Гвинеји, Брунеју, Габону, Гани, Гвинеји Бисао, Либерији, Сенегалу, Сијера Леонеу, Тогу, Аруби, Гренади, Холандским Антилима, Девичанским острвима, Бангладешу, Камбоџи, Јужној Кореји, Малдивима, Оману, Сингапуру, Шри Ланци, Јемену, Куковим острвима, Гваму, Анголи, Тувалуу, Вануатуу, Намибији, Сејшелима и Уругвају.

## Станиште
Станиште врсте су морски екосистеми.

## Начин живота
Хране се главоношцима и рибом.